# Клои Джао
Клои Джао (на английски: Chloé Zhao, родена на 31 март 1982 г.) е китайска кинорежисьорка, сценарист и продуцент., носител на наградата Оскар за най-добър режисьор и наградата Златен глобус за филма си Земя на номади.

## Биография
Джао Тинг е родена в Пекин, столицата на Китайската народна република. Тя посещава интернат в Лондон, Англия. През последната си година в гимназията тя се мести в Лос Анджелис, Калифорния. Тя получава бакалавърска степен по политически науки в колежа на Маунт Холиок, завръща се в Масачузетс и учи кино в Tisch School of the Arts в Нюйоркския университет.
През 2015 г. излиза първият ѝ пълнометражен филм „Песни, които братята ми ме научиха“, който тя написва, продуцира и и режисира. Филмът е за брат и сестра от племето лакота в резервата Индиана в Южна Дакота. Филмът, чиято премиера беше на филмовия фестивал Сънданс, беше номиниран за първата си независима филмова награда на филмовия фестивал в Кан и наградата Independent Spirit. През 2017 г. тя написа, режисира и продуцира филма „The Rider“, който също се развива в Южна Дакота. Филмът спечели наградата Готъм за най-добър независим филм и филм на годината от Американската асоциация на критиците. Той беше номиниран за четири награди Independent Spirit, включително за най-добър филм и най-добър режисьор.
През 2018 г. тя е първият носител на наградата Builders Award за обещаващи режисьори. През септември 2018 г. Marvel Studios обяви, че Джао ще режисира филма „Everlasting“, базиран на комиксовата поредица „The Eternals“.
През 2020 г. излиза третият ѝ филм „Земя на номади“, независим филм, който тя е пише, режисира и продуцира, с участието на Франсис Макдорманд и Дейвид Стратерън. Филмът спечели наградата Оскар за най-добър филм и наградата Златен глобус за най-добър филм – драма, Джао спечели наградата Оскар за най-добър режисьор и също беше номинирана за наградата за сценарий.